# فارس سعيد
د. فارس أنطون سعيد  (ولد 1958, قرطبا) هو سياسي لبناني ماروني ونائب سابق, وهو المنسق العام لقوى الرابع عشر من آذار، الحركة الشعبية التي كنت مناهضة لوجود الجيش السوري في لبنان بطلب من الحكومة في العام 2005. لاحقاً أصبح من المساندين لحزب الله اللبناني عبر لقاء سيدة جبل عامل الشهير

## سيرة
وُلد سعيد في العام 1958 في قرطبا، قضاء جبيل.
خلال الحرب الأهلية في 1975، سافر إلى باريس لدراسة الطب، قبل أن يعود نهاية 1989 إلى لبنان لمتابعة مسيرة العائلة السياسية، فتنقل بين أحزاب عدة.
العام 2000 فاز في الانتخابات النيابية.
في 2001, كان فارس سعيد المحرك الرئيسي، إلى جانب سمير فرنجية, في لقاء قرنة شهوان المعارض للتمديد للرئيس اميل لحود.
مع عودة ميشال عون من المنفى الفرنسي في 2005, وتشكيله حالة سياسية عُرفت بال«تسونامي», لم يتمكن سعيد من الفوز امامه في النيابة في 2005.
تولّى سعيد مهمة المنسّق العام تحالف 14 آذار 2005 المناهضة لسوريا التي انفرطت فيما بعد.
في 2020, عُرف بمواجهته لإيران وحزب الله وحلفائهم في لبنان.
وفي مارس 2025، عُين شقيقه كريم سعيد حاكمًا لمصرف لبنان.